# Franz Basner
Franz Basner (* 8. Januar 1896 in Elbing; † nach 1945) war ein deutscher NS-Funktionär und mutmaßlicher Kriegsverbrecher.

## Leben
Basner war stellvertretender Ortsgruppenleiter der NSDAP im Berliner Bezirk Neukölln.

## Morde vom Hermannplatz
Am 24. April 1945 plünderten geflohene ausländische Zwangsarbeiter und Einheimische in den Wirren des Kriegsendes das Karstadt-Warenhaus am Hermannplatz. Einige Plünderer wurden von SA-Männern festgehalten. Auf Befehl des Neuköllner Ortsgruppenleiters Hermann Lehmann erschoss Basner mehrere von ihnen im Hof des Hauses Hermannstraße 32. Unter ihnen war der Niederländer Martinus van Deutekorn (1903–1945), der seit 1941 als Zwangsarbeiter in einer Fleischfabrik in Berlin-Britz eingesetzt war.

## Nach 1945
Auf Betreiben von Deutekorns Witwe, einer Deutschen, begannen 1948 Ermittlungen gegen die Täter Lehmann und Basner. 1961 erließ das Amtsgericht Tiergarten einen Haftbefehl gegen sie. Lehmann lebte allerdings bis zu seinem Tode 1968 in der DDR und wurde nicht belangt, Basners Verbleib nach 1945 ist unbekannt.